# 바하근 하차투랸
바하근 가르니키 하차투랸(아르메니아어: Վահագն Գառնիկի Խաչատուրյան, 1959년 7월 26일~)은 아르메니아의 정치인이다. 2022년 3월부로 아르메니아 5대 대통령을 지내고 있다. 1992년부터 1996년까지 초대 예레반 시장을 역임했다. 2021년부터 2022년 3월까지 하이테크 산업부 장관을 역임하였다.

## 생애
1959년 7월 26일 아르메니아의 시시안(Սիսիան)에서 출생했다. 1980년 아르메니아 국가 경제 대학교를 졸업했다.